# Rechtsanwalts-Aktiengesellschaft
Die Rechtsanwalts-Aktiengesellschaft ist eine Dienstleistungsgesellschaft von Rechtsanwälten in der Rechtsform einer Aktiengesellschaft (AG). 
Der Gegenstand der Rechtsanwalts-Aktiengesellschaft ist die Besorgung fremder Rechtsangelegenheiten, einschließlich der Rechtsberatung durch Übernahme von Patentanwaltsaufträgen, deren Ausführung nur durch in den Diensten der Gesellschaft stehende, zugelassene Rechtsanwälte unabhängig und eigenverantwortlich unter Beachtung ihres Berufsrechtes erfolgt. Hierfür stellt die Rechtsanwalts-Aktiengesellschaft die erforderlichen personellen, sachlichen und räumlichen Voraussetzungen sicher.
Da das Berufsrecht der Patentanwälte im Wesentlichen dem der Rechtsanwälte entspricht, gilt dies entsprechend auch für die Patentanwalts-Aktiengesellschaft. 
In mehreren europäischen Ländern (zum Beispiel in der Schweiz) sind Rechtsanwalts-Aktiengesellschaften und Patentanwalts-Aktiengesellschaften seit langem üblich. In Deutschland wurde die Patentanwalts-Aktiengesellschaft erstmals im Jahr 2004 und die Rechtsanwalts-Aktiengesellschaft höchstgerichtlich im Jahr 2005 anerkannt. Die Entscheidung des Bundesgerichtshofes (BGH) vom 10. Januar 2005 durch Beschluss des Senats für Anwaltssachen (Az AnwZ (B) 27/03) stellt das in Artikel 12 des Grundgesetzes verankerte Prinzip der Berufsfreiheit als maßgebliches Beurteilungskriterium heraus. 
Die Legitimität der Rechtsanwalts-Aktiengesellschaft stützt sich nach der BGH-Entscheidung unmittelbar auf Artikel 12 des Grundgesetzes und bedarf somit keiner gesonderten gesetzlichen Regelung. 
Die Legitimität von Patentanwalts-Aktiengesellschaften wurde ebenfalls unter Stützung auf Artikel 12 des Grundgesetzes sowie der allgemeinen aktienrechtlichen Bestimmungen erstmals 2004 durch Eintragung der ersten Patentanwalts-Aktiengesellschaft in das Handelsregister anerkannt.